# 同庆号

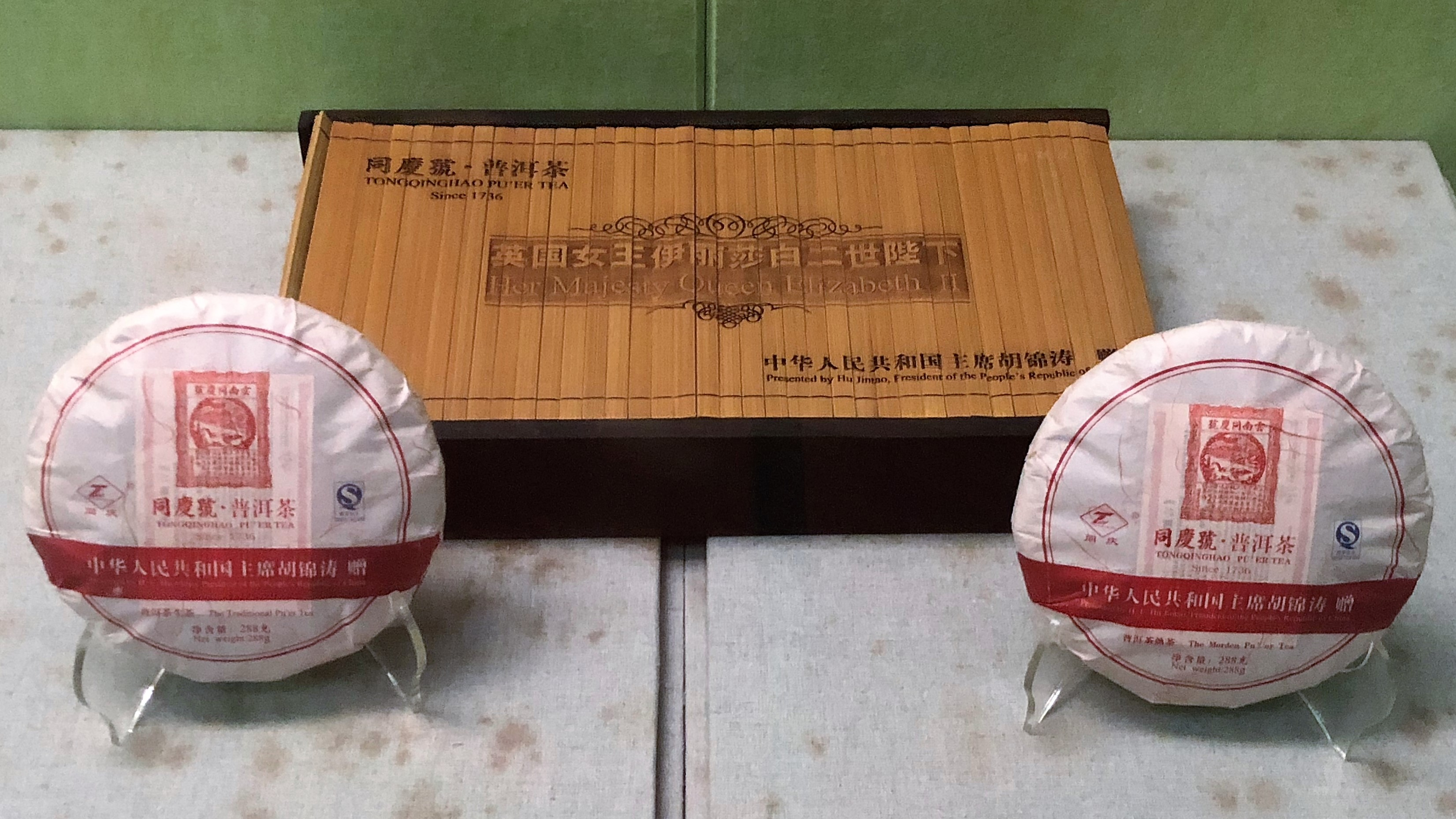
中共中央总书记胡锦涛赠英国女王伊丽莎白二世的国礼同庆号普洱茶

同庆号，也称同庆号普洱茶、同庆号茶业有限公司，是中国云南的一个老字号，以生产普洱茶生饼为著称。总部位于云南省西双版纳景洪市勐腊路2号。

## 沿革
同庆号的先祖为湖南麻阳县青田刘氏。明朝初期随军赴南疆平叛，之后在云南石屏留守。清朝雍正十三年，刘氏茶号在易武创建，“同庆”取意“普天同庆”。1910年以前的茶品为绝品，称为“同庆号艺圆茶”。同庆号茶叶选择倚邦山的曼松茶的茶青作为原料，饼重357克。
其所生产的圆茶内票和内飞分为两种：1920年以前是“龙马同庆”商标，上部有“雲南同慶號”五個繁体大字，中间图案为圆形，画有白马、云龙和宝塔。这种茶饼是同庆老号的代表之作，世称“同庆号老圆茶”。然而随着仿冒者日渐增加，1920年的同庆号庄主刘顺戍、刘葵光父子将内票改为白底蓝色的“双狮旗图”。
中华人民共和国成立后，公私合营后收回国有，改名为同庆号茶业有限公司。2011年，同庆号获得“云南老字号”的称号。